# Coupe du monde de hockey sur glace 2016
Navigation
2004
La Coupe du monde de hockey sur glace 2016 est la troisième édition de la Coupe du monde de hockey sur glace. Les précédentes éditions ont eu lieu en 1996 et en 2004. Elle est disputée du 17 septembre au 1er octobre 2016 à Toronto au Canada avec huit équipes. Six d'entre elles sont des équipes nationales alors que les deux dernières sont des sélections : une sélection de joueur américains et canadiens de moins de 23 ans (au 1er octobre) et une sélection de joueurs européens dont l'équipe nationale ne participe pas.

## Lieu de la compétition
| CANADA ÉTATS-UNIS Toronto |

| Centre Air Canada de Toronto |
|                              |
| Capacité : 19 746            |

## Équipes participantes
Huit équipes sont conviées à participer à ce tournoi :
- Groupe A :
  -  Canada
  -  États-Unis
  -  Tchéquie
  -  Sélection européenne
- Groupe B :
  -  Finlande
  -  Russie
  -  Suède
  -  Sélection nord-américaine de joueurs de 23 ans et moins

## Effectifs

### Joueurs sélectionnés par équipe
| Équipe                      |   |   |   |   |   |   |   |   | Nombre de joueurs |
| --------------------------- | - | - | - | - | - | - | - | - | ----------------- |
| Lightning de Tampa Bay      | 1 | 2 |   | 1 | 1 | 1 | 4 | 2 | 12                |
| Blackhawks de Chicago       | 2 | 1 | 1 | 1 | 1 |   | 2 | 2 | 10                |
| Capitals de Washington      | 1 |   | 1 | 3 |   |   | 3 | 1 | 9                 |
| Maple Leafs de Toronto      |   | 2 |   | 1 | 1 | 2 | 1 | 1 | 8                 |
| Ducks d'Anaheim             | 2 |   |   | 1 | 1 | 1 |   | 2 | 7                 |
| Red Wings de Détroit        |   | 1 | 3 | 1 |   | 1 | 1 |   | 7                 |
| Flyers de Philadelphie      | 1 | 2 | 2 |   |   | 2 |   |   | 7                 |
| Blues de Saint-Louis        | 2 | 1 |   |   | 1 | 1 | 1 | 1 | 7                 |
| Sharks de San José          | 4 |   | 1 | 1 | 1 |   |   |   | 7                 |
| Jets de Winnipeg            |   | 1 |   | 2 | 1 | 3 |   |   | 7                 |
| Bruins de Boston            | 2 | 1 | 1 | 1 | 1 |   |   |   | 6                 |
| Avalanche du Colorado       | 1 |   |   | 1 |   | 1 | 1 | 2 | 6                 |
| Blue Jackets de Columbus    |   |   |   | 2 |   | 3 | 1 |   | 6                 |
| Wild du Minnesota           |   |   |   | 1 | 2 | 3 |   |   | 6                 |
| Canadiens de Montréal       | 2 | 1 |   | 1 |   |   | 2 |   | 6                 |
| Penguins de Pittsburgh      | 1 |   |   |   | 1 | 1 | 1 | 2 | 6                 |
| Canucks de Vancouver        |   |   | 2 |   |   |   |   | 4 | 6                 |
| Kings de Los Angeles        | 2 |   | 2 | 1 |   |   |   |   | 5                 |
| Rangers de New York         |   |   | 1 | 2 |   | 1 |   | 1 | 5                 |
| sans équipe                 |   | 2 | 2 |   | 1 |   |   |   | 5                 |
| Coyotes de l'Arizona        |   | 2 | 1 |   |   |   |   | 1 | 4                 |
| Sabres de Buffalo           | 1 |   |   |   | 1 | 1 | 1 |   | 4                 |
| Flames de Calgary           |   | 1 |   |   | 1 | 1 |   | 1 | 4                 |
| Oilers d'Edmonton           |   |   | 2 |   |   | 2 |   |   | 4                 |
| Panthers de la Floride      |   |   |   |   | 2 | 2 |   |   | 4                 |
| Predators de Nashville      |   |   | 1 |   | 1 |   |   | 2 | 4                 |
| Islanders de New York       | 1 |   | 2 |   |   |   | 1 |   | 4                 |
| SKA Saint-Pétersbourg (KHL) |   |   |   |   | 1 |   | 3 |   | 4                 |
| Stars de Dallas             |   | 2 |   |   | 1 |   |   |   | 3                 |
| Hurricanes de la Caroline   |   |   |   |   | 2 |   |   |   | 2                 |
| Devils du New Jersey        |   |   |   | 2 |   |   |   |   | 2                 |
| HC Slovan Bratislava (KHL)  |   | 1 |   |   |   |   |   |   | 1                 |
| HC Fribourg-Gottéron (LNA)  |   | 1 |   |   |   |   |   |   | 1                 |
| HK CSKA Moscou (KHL)        |   |   |   |   |   |   | 1 |   | 1                 |
| Avangard Omsk (KHL)         |   | 1 |   |   |   |   |   |   | 1                 |
| Sénateurs d'Ottawa          |   |   |   |   |   |   |   | 1 | 1                 |
| Salavat Ioulaïev Oufa (KHL) |   |   |   |   | 1 |   |   |   | 1                 |
| Traktor Tcheliabinsk (KHL)  |   | 1 |   |   |   |   |   |   | 1                 |

## Résultats

### Tour préliminaire
Le tour préliminaire a lieu du 17 au 22 septembre pour déterminer les deux meilleures équipes qui seront qualifiées pour les demi-finales. Pour départager deux équipes à égalité, le résultat de leur confrontation fait foi. Si trois ou les quatre formations ont le même nombre de points, c'est le nombre de victoires (dans le temps réglementaire et en prolongations, mais pas après la fusillade) qui compte, puis les gains en temps réglementaire, la différence de buts et finalement le nombre de buts inscrits.

#### Groupe A
| Clt   | Équipe     | PJ | V | VP | VF | D | DP | DF | BP | BC | Pts |
| ----- | ---------- | -- | - | -- | -- | - | -- | -- | -- | -- | --- |
| +001, | Canada     | 3  | 3 | 0  | 0  | 0 | 0  | 0  | 14 | 3  | 6   |
| +002, | Europe     | 3  | 1 | 1  | 0  | 1 | 0  | 0  | 7  | 6  | 4   |
| +003, | Tchéquie   | 3  | 1 | 0  | 0  | 1 | 1  | 0  | 6  | 12 | 3   |
| +004, | États-Unis | 3  | 0 | 0  | 0  | 3 | 0  | 0  | 5  | 11 | 0   |

- Qualifié pour les demi-finales.

| 17 septembre | Europe | 3-0 (1-0, 2-0, 0-0) | États-Unis | Centre Air Canada, Toronto 18 959 spectateurs |

| Feuille de match | Feuille de match | Feuille de match | Feuille de match | Feuille de match                                                                         |
| ---------------- | --- | ---------------- | ---------------- | ---------------------------------------------------------------------------------------- |
|                  | Gáborík (Nielsen, Zuccarello) — 4 min 19 s Draisaitl (Niederreiter, Rieder) — 24 min 2 s Bellemare (Hansen, Ehrhoff) — 38 min 32 s | 1-0 2-0 3-0      | -                | Arbitrage : Gord Dwyer et Kelly Sutherland Juges de lignes : Shane Heyer et Derek Arnell |
| Halák            | Gardiens | Quick            |                  | Arbitrage : Gord Dwyer et Kelly Sutherland Juges de lignes : Shane Heyer et Derek Arnell |
| 8 min            | Pénalités | 8 min            |                  | Arbitrage : Gord Dwyer et Kelly Sutherland Juges de lignes : Shane Heyer et Derek Arnell |
| 35               | Tirs | 17               |                  | Arbitrage : Gord Dwyer et Kelly Sutherland Juges de lignes : Shane Heyer et Derek Arnell |

| 17 septembre | Canada | 6-0 (3-0, 2-0, 1-0) | République tchèque | Centre Air Canada, Toronto 18 978 spectateurs |

| Feuille de match | Feuille de match | Feuille de match        | Feuille de match | Feuille de match                                                                       |
| ---------------- | --- | ----------------------- | ---------------- | -------------------------------------------------------------------------------------- |
|                  | Crosby (Marchand, Stamkos) — 8 min 26 s Marchand (Burns, Crosby) — 17 min 8 s Bergeron (Marchand) — 19 min 59 s Thornton (Crosby, Duchene) — 27 min 22 s Toews (Getzlaf, Tavares) — 34 min 45 s (SN) Pietrangelo (Doughty, Tavares) — 52 min 41 s (SN) | 1-0 2-0 3-0 4-0 5-0 6-0 | -                | Arbitrage : Eric Furlatt et Chris Lee Juges de lignes : Steve Miller et Michel Cormier |
| Price            | Gardiens | Neuvirth                |                  | Arbitrage : Eric Furlatt et Chris Lee Juges de lignes : Steve Miller et Michel Cormier |
| 12 min           | Pénalités | 6 min                   |                  | Arbitrage : Eric Furlatt et Chris Lee Juges de lignes : Steve Miller et Michel Cormier |
| 50               | Tirs | 27                      |                  | Arbitrage : Eric Furlatt et Chris Lee Juges de lignes : Steve Miller et Michel Cormier |

| 19 septembre | République tchèque | 2-3 (pr) (0-0, 1-1, 1-1, 0-1) | Europe | Centre Air Canada, Toronto 8 574 spectateurs |

| Feuille de match | Feuille de match                                                                           | Feuille de match    | Feuille de match                                                                                               | Feuille de match                                                                           |
| ---------------- | ------------------------------------------------------------------------------------------ | ------------------- | --- | ------------------------------------------------------------------------------------------ |
|                  | - Voráček (Jordán, Michálek) — 33 min 28 s - Hanzal (Sobotka, Hemský) — 48 min 31 s (SN) - | 0-1 1-1 1-2 2-2 2-3 | Chára (Vanek, Bellemare) — 30 min 5 s - Zuccarello (Halák) — 42 min 17 s - Draisaitl (Zuccarello) — 62 min 6 s | Arbitrage : Eric Furlatt et Kelly Sutherland Juges de ligne : Steve Miller et Brian Murphy |
| Mrázek           | Gardiens                                                                                   | Halák               | | Arbitrage : Eric Furlatt et Kelly Sutherland Juges de ligne : Steve Miller et Brian Murphy |
| 12 min           | Pénalités                                                                                  | 8 min               | | Arbitrage : Eric Furlatt et Kelly Sutherland Juges de ligne : Steve Miller et Brian Murphy |
| 30               | Tirs                                                                                       | 41                  | | Arbitrage : Eric Furlatt et Kelly Sutherland Juges de ligne : Steve Miller et Brian Murphy |

| 20 septembre | Canada | 4-2 (3-1, 1-0, 0-1) | États-Unis | Centre Air Canada, Toronto 19 106 spectateurs |

| Feuille de match | Feuille de match | Feuille de match        | Feuille de match                                                                    | Feuille de match                                                                        |
| ---------------- | --- | ----------------------- | ----------------------------------------------------------------------------------- | --------------------------------------------------------------------------------------- |
|                  | - Duchene (Vlasic, Thornton) — 5 min 51 s Perry (Couture, Toews) — 6 min 5 s Duchene (Burns) — 12 min 7 s Bergeron (Tavares, Pietrangelo) — 28 min 50 s - | 0-1 1-1 2-1 3-1 4-1 4-2 | McDonagh (Stepan, Kane) — 4 min 22 s - Oshie (van Riemsdyk, Pavelski) — 57 min 28 s | Arbitrage : Wes McCauley et Eric Furlatt Juges de ligne : Shane Heyer et Michel Cormier |
| Price            | Gardiens | Quick                   |                                                                                     | Arbitrage : Wes McCauley et Eric Furlatt Juges de ligne : Shane Heyer et Michel Cormier |
| 6 min            | Pénalités | 6 min                   |                                                                                     | Arbitrage : Wes McCauley et Eric Furlatt Juges de ligne : Shane Heyer et Michel Cormier |
| 34               | Tirs | 36                      |                                                                                     | Arbitrage : Wes McCauley et Eric Furlatt Juges de ligne : Shane Heyer et Michel Cormier |

| 21 septembre | Canada | 4-1 (2-0, 1-1, 1-0) | Europe | Centre Air Canada, Toronto 18 926 spectateurs |

| Feuille de match | Feuille de match | Feuille de match    | Feuille de match                           | Feuille de match                                                                           |
| ---------------- | --- | ------------------- | ------------------------------------------ | ------------------------------------------------------------------------------------------ |
|                  | Crosby (Bouwmeester) — 4 min 1 s Toews (Duchene) — 19 min 5 s - Toews (Couture) — 34 min 48 s Couture (Toews, Vlasic) — 57 min 33 s | 1-0 2-0 2-1 3-1 4-1 | - Hossa (Kopitar, Ehrhoff) — 24 min 38 s - | Arbitrage : Dan O'Rourke et Dan O'Halloran Juges de ligne : Brian Murphy et Pierre Racicot |
| Crawford         | Gardiens | Halák               |                                            | Arbitrage : Dan O'Rourke et Dan O'Halloran Juges de ligne : Brian Murphy et Pierre Racicot |
| 12 min           | Pénalités | 6 min               |                                            | Arbitrage : Dan O'Rourke et Dan O'Halloran Juges de ligne : Brian Murphy et Pierre Racicot |
| 20               | Tirs | 46                  |                                            | Arbitrage : Dan O'Rourke et Dan O'Halloran Juges de ligne : Brian Murphy et Pierre Racicot |

| 22 septembre | République tchèque | 4-3 (1-1, 3-1, 0-1) | États-Unis | Centre Air Canada, Toronto 11 987 spectateurs |

| Feuille de match | Feuille de match | Feuille de match                        | Feuille de match | Feuille de match                                                                     |
| ---------------- | --- | --------------------------------------- | --- | ------------------------------------------------------------------------------------ |
|                  | Michálek (Palát, Hanzal) — 12 min 44 s - Michálek — 26 min 3 s - Šustr (Voráček, Frolík) — 36 min 50 s Michálek (Hemský, Polák) — 37 min 29 s - | 1-0 1-1 2-1 2-2 3-2 4-2 4-3             | - Pavelski (Parise, Kane) — 14 min 28 s (SN) - Abdelkader (Byfuglien, Suter) — 34 min 13 s - McDonagh (Wheeler, Dubinsky) — 42 min 22 s (IN) | Arbitrage : Gord Dwyer et Chris Lee Juges de lignes : Michel Cormier et Steve Miller |
| Mrázek           | Gardiens | Bishop (40 min) Schneider (18 min 26 s) | | Arbitrage : Gord Dwyer et Chris Lee Juges de lignes : Michel Cormier et Steve Miller |
| 8 min            | Pénalités | 6 min                                   | | Arbitrage : Gord Dwyer et Chris Lee Juges de lignes : Michel Cormier et Steve Miller |
| 27               | Tirs | 39                                      | | Arbitrage : Gord Dwyer et Chris Lee Juges de lignes : Michel Cormier et Steve Miller |

#### Groupe B
| Clt   | Équipe           | PJ | V | VP | VF | D | DP | DF | BP | BC | Pts |
| ----- | ---------------- | -- | - | -- | -- | - | -- | -- | -- | -- | --- |
| +001, | Suède            | 3  | 2 | 0  | 0  | 0 | 1  | 0  | 7  | 5  | 5   |
| +002, | Russie           | 3  | 2 | 0  | 0  | 1 | 0  | 0  | 8  | 5  | 4   |
| +003, | Amérique du Nord | 3  | 1 | 1  | 0  | 1 | 0  | 0  | 11 | 8  | 4   |
| +004, | Finlande         | 3  | 0 | 0  | 0  | 3 | 0  | 0  | 1  | 9  | 0   |

- Qualifié pour les demi-finales.

| 18 septembre | Russie | 1-2 (0-0, 0-2, 1-0) | Suède | Centre Air Canada, Toronto 18 966 spectateurs |

| Feuille de match | Feuille de match                               | Feuille de match | Feuille de match                                                                            | Feuille de match                                                                        |
| ---------------- | ---------------------------------------------- | ---------------- | ------------------------------------------------------------------------------------------- | --------------------------------------------------------------------------------------- |
|                  | - Ovetchkine (Malkine, Datsiouk) — 59 min 27 s | 0-1 0-2 1-2      | Landeskog (Karlsson, Bäckström) — 30 min 41 s (SN) Hedman (Hagelin, H. Sedin) — 32 min 52 s | Arbitrage : Wes McCauley et Dan O'Rourke Juges de lignes : Brian Murphy et Jonny Murray |
| Bobrovski        | Gardiens                                       | Markström        |                                                                                             | Arbitrage : Wes McCauley et Dan O'Rourke Juges de lignes : Brian Murphy et Jonny Murray |
| 8 min            | Pénalités                                      | 6 min            |                                                                                             | Arbitrage : Wes McCauley et Dan O'Rourke Juges de lignes : Brian Murphy et Jonny Murray |
| 28               | Tirs                                           | 29               |                                                                                             | Arbitrage : Wes McCauley et Dan O'Rourke Juges de lignes : Brian Murphy et Jonny Murray |

| 18 septembre | Finlande | 1-4 (0-1, 0-3, 1-0) | Amérique du Nord | Centre Air Canada, Toronto 19 029 spectateurs |

| Feuille de match | Feuille de match                            | Feuille de match    | Feuille de match | Feuille de match                                                                           |
| ---------------- | ------------------------------------------- | ------------------- | --- | ------------------------------------------------------------------------------------------ |
|                  | - Filppula (Jokinen, Komarov) — 55 min 53 s | 0-1 0-2 0-3 0-4 1-4 | Eichel (Matthews, McDavid) — 5 min 3 s (SN) Gaudreau (Parayko, Larkin) — 25 min 27 s Drouin (Nugent-Hopkins, Gotisbehere) — 27 min 27 s MacKinnon (Parayko) — 34 min 37 s - | Arbitrage : Dan O'Halloran et Chris Lee Juge des lignes : Michel Cormier et Pierre Racicot |
| Rinne            | Gardiens                                    | Murray              | | Arbitrage : Dan O'Halloran et Chris Lee Juge des lignes : Michel Cormier et Pierre Racicot |
| 4 min            | Pénalités                                   | 6 min               | | Arbitrage : Dan O'Halloran et Chris Lee Juge des lignes : Michel Cormier et Pierre Racicot |
| 25               | Tirs                                        | 43                  | | Arbitrage : Dan O'Halloran et Chris Lee Juge des lignes : Michel Cormier et Pierre Racicot |

| 19 septembre | Amérique du Nord | 3-4 (1-0, 1-4, 1-0) | Russie | Centre Air Canada, Toronto 19 078 spectateurs |

| Feuille de match                          | Feuille de match | Feuille de match            | Feuille de match | Feuille de match                                                                  |
| ----------------------------------------- | --- | --------------------------- | --- | --------------------------------------------------------------------------------- |
|                                           | Matthews (McDavid, Scheifele) — 5 min 14 s - Rielly (Nugent-Hopkins, Gaudreau) — 37 min 56 s Nugent-Hopkins (MacKinnon, Parayko) — 43 min 1 s (SN) | 1-0 1-1 1-2 1-3 1-4 2-4 3-4 | - Namestnikov (Teleguine, Anissimov) — 19 min 29 s Koutcherov (Kouliomine) — 30 min 19 s Kouznetsov (Panarine, Zaïtsev) — 33 min 37 s Tarassenko (Datsiouk, Ovetchkine) — 35 min 43 s - | Arbitrage : Gord Dwyer et John Gibson Juges de ligne : Shane Heyer et Derek Amell |
| Murray (35 min 24 s) Gibson (22 min 14 s) | Gardiens | Bobrovski                   | | Arbitrage : Gord Dwyer et John Gibson Juges de ligne : Shane Heyer et Derek Amell |
|                                           | |                             | | Arbitrage : Gord Dwyer et John Gibson Juges de ligne : Shane Heyer et Derek Amell |
|                                           | |                             | | Arbitrage : Gord Dwyer et John Gibson Juges de ligne : Shane Heyer et Derek Amell |

| 20 septembre | Finlande | 0-2 (0-0, 0-1, 0-1) | Suède | Centre Air Canada, Toronto 11 604 spectateurs |

| Feuille de match | Feuille de match | Feuille de match | Feuille de match                                                        | Feuille de match                                                                      |
| ---------------- | ---------------- | ---------------- | ----------------------------------------------------------------------- | ------------------------------------------------------------------------------------- |
|                  | -                | 0-1 0-2          | Strålman (H. Sedin, D. Sedin) — 29 min 57 s Eriksson — 59 min 57 s (CV) | Arbitrage : Dan O'Rourke et Chris Lee Juges de ligne : Pierre Racicot et Jonny Murray |
| Rask             | Gardiens         | Lundqvist        |                                                                         | Arbitrage : Dan O'Rourke et Chris Lee Juges de ligne : Pierre Racicot et Jonny Murray |
| 8 min            | Pénalités        | 8 min            |                                                                         | Arbitrage : Dan O'Rourke et Chris Lee Juges de ligne : Pierre Racicot et Jonny Murray |
| 36               | Tirs             | 29               |                                                                         | Arbitrage : Dan O'Rourke et Chris Lee Juges de ligne : Pierre Racicot et Jonny Murray |

| 21 septembre | Amérique du Nord | 4-3 (pr) (3-2, 0-0, 0-1, 1-0) | Suède | Centre Air Canada, Toronto 19 104 spectateurs |

| Feuille de match | Feuille de match | Feuille de match            | Feuille de match | Feuille de match                                                                         |
| ---------------- | --- | --------------------------- | --- | ---------------------------------------------------------------------------------------- |
|                  | Matthews (Rielly, McDavid) — 30 s Trocheck (Gostisbehere, Eichel) — 1 min 35 s - Gaudreau (Gostisbehere) — 13 min 57 s - MacKinnon (Gaudreau, Gostisbehere) — 64 min 11 s | 1-0 2-0 2-1 3-1 3-2 3-3 4-3 | - Forsberg (Hörnqvist, Bäckström) — 8 min 24 s - Bäckström (Forsberg, Karlsson) — 16 min 28 s Berglund (Karlsson, Söderberg) — 56 min 50 s - | Arbitrage : Kelly Sutherland et Gord Dwyer Juges de lignes : Derel Amell et Steve Miller |
| Gibson           | Gardiens | Lundqvist                   | | Arbitrage : Kelly Sutherland et Gord Dwyer Juges de lignes : Derel Amell et Steve Miller |
| 10 min           | Pénalités | 8 min                       | | Arbitrage : Kelly Sutherland et Gord Dwyer Juges de lignes : Derel Amell et Steve Miller |
| 49               | Tirs | 38                          | | Arbitrage : Kelly Sutherland et Gord Dwyer Juges de lignes : Derel Amell et Steve Miller |

| 22 septembre | Finlande | 0-3 (0-2, 0-0, 0-1) | Russie | Centre Air Canada, Toronto 12 098 spectateurs |

| Feuille de match | Feuille de match | Feuille de match | Feuille de match                                                                                            | Feuille de match                                                                       |
| ---------------- | ---------------- | ---------------- | --- | -------------------------------------------------------------------------------------- |
|                  | -                | 0-1 0-2 0-3      | Tarassenko (Ovetchkine) — 23 min 42 s Teleguine (Chipatchiov) — 25 min 1 s Malkine (Iemeline) — 43 min 39 s | Arbitrage : Eric Furlatt et Wes McCauley Juges de lignes : Jonny Murray et Shane Heyer |
| Rask             | Gardiens         | Bobrovski        | | Arbitrage : Eric Furlatt et Wes McCauley Juges de lignes : Jonny Murray et Shane Heyer |
| 4 min            | Pénalités        | 6 min            | | Arbitrage : Eric Furlatt et Wes McCauley Juges de lignes : Jonny Murray et Shane Heyer |
| 21               | Tirs             | 22               | | Arbitrage : Eric Furlatt et Wes McCauley Juges de lignes : Jonny Murray et Shane Heyer |

### Demi-finales
Les demi-finales ont lieu le 24 et le 25 septembre.
| 24 septembre | Canada | 5-3 (1-0, 1-2, 3-1) | Russie | Centre Air Canada, Toronto 19 021 spectateurs |

| Feuille de match | Feuille de match | Feuille de match                | Feuille de match | Feuille de match                                                                             |
| ---------------- | --- | ------------------------------- | --- | -------------------------------------------------------------------------------------------- |
|                  | Crosby — 7 min 40 s - Marchand (Crosby, Bergeron) — 37 min 36 s Marchand (Crosby, Bergeron) — 41 min 16 s Perry (Couture, Vlasic) — 45 min 48 s Tavares (Getzlaf, Vlasic) — 49 min 22 s - | 1-0 1-1 1-2 2-2 3-2 4-2 5-2 5-3 | - Koutcherov (Zaïtsev, Malkine) — 18 min 47 s Kouznetsov (Teleguine, Dadonov) — 36 min 24 s - Panarine (Kouliomine, Koutcherov) — 59 min 51 s | Arbitrage : Kelly Sutherland et Wes McCauley Jges de lignes : Brian Murphy et Pierre Racicot |
| Price            | Gardiens | Bobrovski                       | | Arbitrage : Kelly Sutherland et Wes McCauley Jges de lignes : Brian Murphy et Pierre Racicot |
| 6 min            | Pénalités | 6 min                           | | Arbitrage : Kelly Sutherland et Wes McCauley Jges de lignes : Brian Murphy et Pierre Racicot |
| 47               | Tirs | 34                              | | Arbitrage : Kelly Sutherland et Wes McCauley Jges de lignes : Brian Murphy et Pierre Racicot |

| 25 septembre | Suède | 2-3 (pr) (0-0, 1-1, 1-1, 0-1) | Europe | Centre Air Canada, Toronto 12 595 spectateurs |

| Feuille de match | Feuille de match                                                                              | Feuille de match    | Feuille de match | Feuille de match                                                                         |
| ---------------- | --------------------------------------------------------------------------------------------- | ------------------- | --- | ---------------------------------------------------------------------------------------- |
|                  | Bäckström (Strålman, Hörnqvist) — 22 min 31 s - Karlsson (H. Sedin, D. Sedin) — 55 min 28 s - | 1-0 1-1 1-2 2-2 2-3 | - Gáborík (Ehrhoff, Kopitar) — 36 min 27 s Tatar (Sekera) — 40 min 12 s - Tatar (Zuccarello, Kopitar) — 63 min 43 s | Arbitrage : Dan O'Halloran et Dan O'Rourke Juges de ligne : Derel Arnell et Jonny Murray |
| Lundqvist        | Gardiens                                                                                      | Halák               | | Arbitrage : Dan O'Halloran et Dan O'Rourke Juges de ligne : Derel Arnell et Jonny Murray |
| 6 min            | Pénalités                                                                                     | 8 min               | | Arbitrage : Dan O'Halloran et Dan O'Rourke Juges de ligne : Derel Arnell et Jonny Murray |
| 39               | Tirs                                                                                          | 31                  | | Arbitrage : Dan O'Halloran et Dan O'Rourke Juges de ligne : Derel Arnell et Jonny Murray |

### Finale
La finale se joue au meilleur des trois matchs ; elle est remportée par le Canada en deux rencontres les 27 et 29 septembre.
| 27 septembre | Canada | 3-1 (2-0, 0-1, 1-0) | Europe | Centre Air Canada, Toronto 18 377 spectateurs |

| Feuille de match | Feuille de match | Feuille de match | Feuille de match                         | Feuille de match                                                                              |
| ---------------- | --- | ---------------- | ---------------------------------------- | --------------------------------------------------------------------------------------------- |
|                  | Marchand (Bergeron, Crosby) — 2 min 33 s Stamkos (Getzlaf) — 13 min 20 s - Bergeron (Crosby, Marchand) — 49 min 24 s | 1-0 2-0 2-1 3-1  | - Tatar (Seidenberg, Kopitar) — 27 min - | Arbitrage : Wes McCauley et Kelly Sutherland Juges de lignes : Brian Murphy et Pierre Racicot |
| Price            | Gardiens | Halák            |                                          | Arbitrage : Wes McCauley et Kelly Sutherland Juges de lignes : Brian Murphy et Pierre Racicot |
| 4 min            | Pénalités | 2 min            |                                          | Arbitrage : Wes McCauley et Kelly Sutherland Juges de lignes : Brian Murphy et Pierre Racicot |
| 38               | Tirs | 33               |                                          | Arbitrage : Wes McCauley et Kelly Sutherland Juges de lignes : Brian Murphy et Pierre Racicot |

| 29 septembre | Europe | 1-2 (1-0, 0-0, 0-2) | Canada | Centre Air Canada, Toronto 19 080 spectateurs |

| Feuille de match | Feuille de match                       | Feuille de match | Feuille de match                                                                              | Feuille de match                                                                          |
| ---------------- | -------------------------------------- | ---------------- | --------------------------------------------------------------------------------------------- | ----------------------------------------------------------------------------------------- |
|                  | Chára (Sekera, Nielsen) — 6 min 26 s - | 1-0 1-1 1-2      | - Bergeron (Burns, Crosby) — 57 min 7 s (SN) Marchand (Toews, Pietrangelo) — 59 min 16 s (IN) | Arbitrage : Dan O'Rourke et Dan O'Halloran Juges de lignes : Derek Amelle et Jonny Murray |
| Halák            | Gardiens                               | Price            |                                                                                               | Arbitrage : Dan O'Rourke et Dan O'Halloran Juges de lignes : Derek Amelle et Jonny Murray |
| 10 min           | Pénalités                              | 4 min            |                                                                                               | Arbitrage : Dan O'Rourke et Dan O'Halloran Juges de lignes : Derek Amelle et Jonny Murray |
| 34               | Tirs                                   | 33               |                                                                                               | Arbitrage : Dan O'Rourke et Dan O'Halloran Juges de lignes : Derek Amelle et Jonny Murray |

## Classement final
| Place             | Équipe           | Résultat final          |
| ----------------- | ---------------- | ----------------------- |
| Médaille d'or     | Canada           | Vainqueur               |
| Médaille d'argent | Europe           | Finaliste               |
| 3                 | Suède            | Éliminés en demi-finale |
| 4                 | Russie           | Éliminés en demi-finale |
| 5                 | Amérique du Nord | Éliminés en poules      |
| 6                 | Tchéquie         | Éliminés en poules      |
| 7                 | États-Unis       | Éliminés en poules      |
| 8                 | Finlande         | Éliminés en poules      |

## Récompenses individuelles
- Meilleur joueur (MVP) :  Sidney Crosby
- Équipe type : 
  - Gardien :  Carey Price
  - Défenseurs :  Erik Karlsson,  Shayne Gostisbehere
  - Attaquants :  Sidney Crosby,  Brad Marchand,  Jonathan Toews

## Statistiques individuelles
Pour les significations des abréviations, voir statistiques du hockey sur glace.
| Clt | Joueur            | Équipe           | PJ | B | A | Pts | Pun | +/- |
| --- | ----------------- | ---------------- | -- | - | - | --- | --- | --- |
| 1   | Sidney Crosby     | Canada           | 6  | 3 | 7 | 10  | 0   | 8   |
| 2   | Brad Marchand     | Canada           | 6  | 5 | 3 | 8   | 8   | 5   |
| 3   | Patrice Bergeron  | Canada           | 6  | 3 | 4 | 7   | 2   | 4   |
| 4   | Jonathan Toews    | Canada           | 6  | 3 | 2 | 5   | 0   | 6   |
| 5   | Matt Duchene      | Canada           | 6  | 2 | 2 | 4   | 2   | 3   |
| 6   | Nicklas Bäckström | Suède            | 4  | 2 | 2 | 4   | 2   | 3   |
| 7   | Johnny Gaudreau   | Amérique du Nord | 3  | 2 | 2 | 4   | 0   | 2   |
| 8   | Logan Couture     | Canada           | 6  | 1 | 3 | 4   | 0   | 2   |
| 9   | John Tavares      | Canada           | 6  | 1 | 3 | 4   | 0   | 2   |
| 10  | Mats Zuccarello   | Europe           | 6  | 1 | 3 | 4   | 4   | 2   |

| Clt | Joueur            | Équipe           | PJ | Min     | BC | Moy  | %Arr | Bl |
| --- | ----------------- | ---------------- | -- | ------- | -- | ---- | ---- | -- |
| 1   | Carey Price       | Canada           | 5  | 300 min | 7  | 1,40 | 95,7 | 1  |
| 2   | Jaroslav Halák    | Europe           | 6  | 362 min | 13 | 2,15 | 94,1 | 1  |
| 3   | Henrik Lundqvist  | Suède            | 3  | 187 min | 7  | 2,25 | 94,0 | 1  |
| 4   | John Gibson       | Amérique du Nord | 2  | 86 min  | 3  | 2,09 | 93,2 | 0  |
| 5   | Sergueï Bobrovski | Russie           | 4  | 237 min | 10 | 2,53 | 93,0 | 1  |
| 6   | Petr Mrázek       | Tchéquie         | 2  | 121 min | 6  | 2,98 | 92,5 | 1  |
| 7   | Tuukka Rask       | Finlande         | 2  | 119 min | 4  | 2,02 | 92,0 | 0  |

### Feuilles de match

#### Tour préliminaire
1. ↑  Europe 3-0 États-Unis
2. ↑  Canada 6-0 République tchèque
3. ↑  République tchèque 2-3 Europe
4. ↑  Canada 4-2 États-Unis
5. ↑  Canada 4-1 Europe
6. ↑  République tchèque 4-3 États-Unis
7. ↑  Russie 1-2 Suède
8. ↑  Finlande 1-4 Amérique du Nord
9. ↑  Amérique du Nord 3-4 Russie
10. ↑  Finlande 0-2 Suède
11. ↑  Amérique du Nord 4-3 Suède
12. ↑  Finlande 0-3 Russie

#### Demi-finales
1. ↑  Canada 5-3 Russie
2. ↑  Suède 2-3 Europe

#### Finale
1. ↑  Canada 3-1 Europe
2. ↑  Europe 1-2 Canada